# Eman Ghoneim
Eman Ghoneim (tiếng Ả Rập: إيمان غنيم) là một nhà địa mạo học người Ai Cập / Mỹ. Vào tháng 3 năm 2006, Tiến sĩ Ghoneim, cùng với Farouk El-Baz, đã phát hiện ra miệng núi lửa Kebira, một miệng núi lửa có thể va chạm (astrobleme) ở Sahara. Năm 2007, khi đang xử lý dữ liệu không gian vi sóng (hình ảnh radar), cô phát hiện ra một hồ Mega cổ (30.750 km²) bị chôn vùi dưới cát của Đại Sahara ở Bắc Darfur, Sudan.

## Công việc
Eman Ghoneim tốt nghiệp nhận bằng thạc sĩ danh sự tại Khoa Địa lý tại Đại học Tanta, Ai Cập năm 1997. Cô đã được trao bằng tiến sĩ chuyên ngành Địa lý của Khoa Địa lý tại Đại học Southampton, Vương quốc Anh. Năm 2003, cô giữ vai trò tiến sĩ nghiên cứu tại Trung tâm Viễn thám, Đại học Boston, Hoa Kỳ. Năm 2010, cô gia nhập Khoa Khoa học Trái đất và Đại dương tại Đại học North Carolina Wilmington (UNCW) và trở thành giám đốc Phòng thí nghiệm Nghiên cứu Viễn thám (RSRL).
Cô tập trung chủ yếu vào ứng dụng hệ thống thông tin địa lý (GIS), viễn thám (bao gồm hình ảnh radar đa năng, nhiệt và vi sóng), máy bay không người lái (UAV) và sử dụng mô hình thủy văn trong nguy cơ lũ quét, nước biển dâng Hạn hán và thăm dò nước ngầm trong môi trường khô cằn và ven biển.
Ghoneim là một chuyên gia về xử lý hình ảnh và sử dụng một loạt dữ liệu vệ tinh / không gian bao gồm đa phổ, siêu phổ, hồng ngoại nhiệt (TIR), lò vi sóng (hình ảnh radar) và mô hình độ cao kỹ thuật số (DEM). Ghoneim đã xuất bản hơn 27 bài báo đánh giá ngang hàng. Bà đã xuất bản hơn 48 bài báo hội nghị và cung cấp một số hội thảo, bài giảng hội thảo và các khóa đào tạo cho các đại biểu đa ngành.